# Мізо
Мова мізо, або Mizo ṭawng, є мовою кукі-чин-мізо, що належить до тибето-бірманської гілки китайсько-тибетської сім'ї. Її носіями є народ мізо в штаті Мізорам в Індії та штаті Чін і області Сагаїнг у М'янмі. Мова також відома як духлян і лушай, колоніальний термін, оскільки духлян були першими серед мізо, з ким зіткнулися британці в ході своєї колоніальної експансії. Мова мізо в основному базується на діалекті лушай, але вона також запозичила багато слів від навколишніх мізо підплемен і підкланів. Зараз мова мізо або мізо ṭawng є лінгва франка Мізораму та прилеглих територій, меншою мірою М'янми та Бангладеш, а також в Індії в деяких частинах Ассаму, Тріпури, Маніпуру, Мегхалаї та Нагаленду. Багато поетичних мов походять від паві, зомі та хмар, а найвідоміші стародавні вірші, які вважаються мізо, насправді написані мовою паві. Мізо є офіційною мовою Мізораму, поряд з англійською, і були спроби включити її до Восьмого додатку до Конституції Індії.

## Кардинальні числа
Кардинальні числа наступні: 
- 1, (pa) -khat.
- 2, (pa) -hnih.
- 3, (па)-thum,
- 4, (па)-li.
- 5, (па)-nga.
- 6, (па)-ruk.
- 7, (па)-sarih.
- 8, (па) - riat.
- 9, (па)-kua.
- 10, sawm.
- 100, za.
- 1,000, sang.
- 10,000, sing.
- 100 000, nuai.
- 1 000 000, maktaduai.
- 10 000 000, vaibêlchhia.

## Тон
Оскільки мізо є тональною мовою, відмінності у висоті та контурі тону можуть змінювати значення слів. Тональні системи розвивалися незалежно в багатьох дочірніх мовах, переважно шляхом спрощення набору можливих кінцевих та початкових приголосних складів. Зазвичай розрізнення глухих і дзвінких початкових приголосних замінюється розрізненням високого і низького тону, а також низхідних і висхідних тонів, що розвинулися з кінцевого h і глотальної зупинки, які самі по собі часто відображають більш ранні приголосні.
Вісім тонів та інтонацій, які може мати голосна a (а також голосні aw, e, i, u, що складають усі тони в мові мізо), позначаються послідовністю літер p-a-n-g, як показано нижче:
- довгий високий тон: páng, як у páng là (який має таку ж інтонацію, як sáng у реченні Thingküng sáng tak kan huanah a ding).
- довгий низький тон: pàng, як у Tui a kawt pàng pâng mai (що має таку ж інтонацію, як vàng у слові vànglaini).
- піковий тон: pâng як у Tui a kawt pàng pâng mai (що має таку ж інтонацію, як thlûk у I hla phuah thlûk chu a va mawi ve).
- спадний тон: päng як у Tuibur a hmuam päng mai (що має таку ж інтонацію, як säm у Kan huan ka säm vêl mai mai).
- короткий висхідний тон: pǎng як у naupǎng (що має таку ж інтонацію, як thǎng у Kan huanah thǎng ka kam).
- короткий спадний тон: pȧng як у I va inkhuih pȧng ve? (який має таку ж інтонацію, як pȧn в I lam ka rawn pȧn)
- короткий середній тон: pang як в A dik lo nghâl pang (що має той самий тон, що й man в Sazu ka man)
- короткий низький тон: pạng як в I pạng a sá a nih kha (який має той самий тон, що й chạl в I chạlah thosí a fù).

## Граматика
Мізо містить багато аналізованих багатоскладових слів, які є багатоскладовими одиницями, в яких окремі склади мають значення самі по собі. У справжній односкладовій мові полісклади здебільшого обмежуються складними словами, такими як "маяк". Перші склади складних слів з часом мають тенденцію до зняття наголосу і з часом можуть перетворитися на префіксальні приголосні. Слово nuntheihna ("виживання") складається з nung ("жити"), theih ("можливий") і na (номіналізуючий суфікс); аналогічно, theihna означає "можливість". Практично всі багатоскладові морфеми в мові мізо утворилися таким чином. Наприклад, двоскладова форма bakhwan ("метелик"), яка зустрічається в одному з діалектів мови трунг (або дулунг) в Юньнані, насправді є скороченою формою складного слова blak kwar, що зустрічається в близькоспорідненому діалекті. Повідомляється, що понад 18 діалектів мають близько 850 слів з однаковим значенням. Наприклад, ban ("рука"), ke ("нога"), thla ("крило", "місяць"), lu ("голова") і kut ("рука").

## Зразки текстів

#### Mizo ṭawng
Mi zawng zawng hi zalèna piang kan ni a, zahawmna leh dikna chanvoah intluk tlâng vek kan ni. Chhia leh ṭha hriatna fîm neia siam kan nih avangin kan mihring puite chungah inunauna thinlung kan pu tlat tur a ni. 

#### Українською мовою
Усі люди народжуються вільними і рівними у своїй гідності та правах. Вони наділені розумом і совістю. Тому вони повинні діяти по відношенню один до одного в дусі братерства.

## Статистика
Мовою мізо розмовляють близько 850 000 осіб: 830 846 носіїв в Індії (перепис 2011 року); 1 041 носій у Бангладеш (перепис 1981 року); 12 500 носіїв у М'янмі (перепис 1983 року).